# Смирнов, Василий Павлович (священномученик)
Васи́лий Па́влович Смирно́в (16 [28] марта 1870, Казанское, Богородский уезд, Московская губерния — 1 июля 1938, Бутовский полигон, Московская область) — иерей, священнослужитель Русской православной церкви.
Канонизирован Русской православной церковью в лике священномученика в Соборе святых новомучеников и исповедников российских (священномученик Василий, протоиерей Моско́вский).

## Биография
Василий Смирнов родился 16 (28) марта 1870 года в селе Казанском Богородицкого уезда Московской губернии в семье диакона Казанской церкви Павла Дмитриевича и матушки Марии Васильевны Смирновых. Крещён священником той же церкви Михаилом Воскресенским. Восприемниками стали местные крестьяне Филипп Савдиков и Дарья Салтыкова.
В 1882 году от чахотки скончался его отец.
В 1890 году Василий окончил Московскую духовную семинарию. Был направлен преподавать в Спасскую церковно-приходскую школу графа Орлова-Давыдова в Бронницком уезде. Состоял членом Общества педагогов средних учебных заведений Москвы.
С 1892 года служил псаломщиком в Николо-Заяицком храме в Москве.
В 1898 году в Николо-Заяицком храме обвенчался с Елизаветой Васильевной Марковой, дочерью священника Никольской церкви села Дарищи Коломенского уезда (по другим сведениям — церкви Усекновения главы Иоанна Предтечи села Афинеева Верейского уезда). От этого брака родились четверо детей.
После организации 1 октября 1901 года приходской школы преподавал в ней Закон Божий.
В 1903 году в Сарове участвовал в торжествах по случаю прославления Преподобного Серафима Саровского.
11 марта 1907 года рукоположён во диакона и назначен письмоводителем правления эмеритальной кассы духовенства Московской епархии.
В 1910 году за усердные труды ему было преподано благословение Святейшего синода.
В 1911 году за десятилетние труды по народному образованию он был награждён серебряной медалью для ношения на груди на Александровской ленте.
28 декабря 1914 года рукоположён во священника в Московском Кремле «с оставлением на диаконской вакансии» (по штату в Николо-Заяицкой церкви полагался только один священник).
В 1917 году награждён набедренником, 21 мая 1921 года награждён камилавкой, 11 мая 1924 года — золотым наперсным крестом, 25 марта 1927 года — возведён в сан протоиерея.
В 1927 году овдовел.
В 1929 году протоиерей Василий назначен настоятелем Николо-Заяицкого храма, где служил до его закрытия в 1933 году (здание было передано Мосэнерго).
В 1933 году в сане протоиерея был переведён в храм Святителя Григория Неокесарийского на Полянке.
С 1933 года служил в храме в честь иконы Божией Матери «Знамение» в селе Знаменском Кунцевского района Московской области.

## Арест и смерть
16 марта 1938 года на отца Василия был написан донос. 21 марта заместитель начальника Московского управления НКВД майор Семёнов подписал справку на арест священника. 22 марта Василий Смирнов был арестован и заключён в Лефортовскую тюрьму. На допросах и очной ставке виновным себя не признал. 10 мая на очной ставке со свидетелем обвинения священник заявил: «Записанные факты контрреволюционной агитации и показания на очной ставке… полностью опровергаю и себя виновным… не признаю».
7 июня постановлением тройки Управления НКВД СССР по Московской области протоиерей Василий Павлович Смирнов был приговорён к расстрелу по обвинению в антисоветской агитации (ст. 58-10 Уголовного кодекса РСФСР). Обвинительное заключение гласило: «В июне месяце 1937 года в разговоре с гр-ном Лобендеевским Смирнов говорил (касаясь подписки займа): „Большевики войны не хотят, а сами всё вооружаются, только рабочему классу глаза затемняют и всех расстреливают, которые идут за правду, рабочие недовольны Советской властью, только пишут в газетах, что всего много, это всё вранье, много только для коммунистов, а рабочий стой в очереди целый день, опоздаешь на работу, увольняют ни за что“».
Расстрелян 1 июля 1938 года на Бутовском полигоне. Захоронен в общей могиле.

## Реабилитация и канонизация
23 августа 1989 года Василий Смирнов был реабилитирован прокуратурой города Москвы в соответствии с частью I статьи I Указа Президиума Верховного Совета СССР от 16 января 1989 года «О дополнительных мерах по восстановлению справедливости в отношении жертв репрессий, имевших место в период 1930—40-х и начала 50-х годов».
Деянием юбилейного освященного Архиерейского собора Русской православной церкви (13—16 августа 2000 года) о соборном прославлении новомучеников и исповедников Российских XX века отец Василий Смирнов причислен к лику святых в чине почитания — священномученик.

## Семья
Сестра Ольга Павловна
Дети
Надежда (1899-?)
Николай (1900—1966) — математик, член-корреспондент АН СССР.
Серафим (1905-?)
Нина (1908-?)
Внуки
Смирнов, Николай Николаевич.
Смирнова, Ольга Николаевна (?-?)
Правнуки
Смирнов, Алексей Николаевич
Смирнов, Димитрий Николаевич (1951—2020) — священнослужитель Русской православной церкви, митрофорный протоиерей, церковный и общественный деятель.
Смирнов, Иван Николаевич (1955—2018) — музыкант, композитор.